# Rokoš
Rokoš je národní přírodní rezervace v v katastrálních územích obcí Omastiná a Uhrovské Podhradie v okrese Bánovce nad Bebravou a Nitrianske Rudno, Diviacka Nová Ves, Diviaky nad Nitricou a Nitrianske Sučany v okrese Prievidza v Trenčínském kraji na Slovensku. Území bylo vyhlášeno v roce 1974 a jeho rozloha je 460,41 hektaru. Předmětem ochrany jsou lesní, luční a skalní společenstva, v nichž se prolíná horská a xerotermní vegetace. Rezervace je jedinou lokalitou Západních Karpat, na níž roste současně dub pýřitý (Quercus pubescens) a borovice lesní (Pinus sylvestris).